# Impasse des Escargots
L'impasse des Escargots ou impasse de l'Escargot (en néerlandais : Slakkengang ou Sleeck straetje)est une impasse du quartier des Marolles, à Bruxelles, en Belgique. Il commence entre les numéros 156 et 160 de la rue Blaes.
Le quartier abritait jadis des populations défavorisées, et il devint donc un des principaux lieux de villégiature des nouveaux arrivants de la ville. De plus, la présence du marché de la place du Jeu de Balle attira de marchands ambulants et de petits métiers vivant dans des impasses du quartier populeux. L’impasse des Escargots était constitué de 15 maisonnettes où vivaient jusqu’à 391 habitants dans conditions difficiles. Détruite pour des raisons d'insalubrité publique en 1976, elle est devenue depuis une aire de jeux pour les enfants du quartier.
Elle fait toujours l'objet de référence dans le théâtre brusseleer.